# Dmitrij Vladimirovič Golicyn
Altezza Serenissima Principe Dmitrij Vladimirovič Golicyn, in russo Дмитрий Владимирович Голицын? (29 ottobre 1771 – Parigi, 27 marzo 1844), è stato un principe e generale russo.

## Biografia
Era il figlio di Vladimir Borisovič Golicyn, e di sua moglie, Natal'ja Petrovna Golicyna. Studiò all'Università di Strasburgo.

## Carriera
Giovanissimo fu iscritto nel Reggimento Preobraženskij della Guardia come alfiere, rango nominale che detenne fino al 1777; la sua educazione militare come sottotenente di fanteria a Strasburgo, per poi frequentare l'Accademia Militare dei cadetti a Metz e studiare in Germania in diversi istituti sia civili sia militari, frequentando all'Università di Parigi il corso di scienza militare.
Nel 1794 entrò in servizio attivo come tenente di cavalleria dell'armata del generale Suvorov contro i patrioti polacchi guidati da Tadeusz Kościuszko e si distinse per il suo sangue freddo durante la Battaglia di Praga, venendo promosso maggiore sul campo e poi colonnello dall'imperatore Paolo I nel 1797, quando venne anche insignito dell'Ordine di San Giorgio. Inoltre frequentò un corso avanzato per ufficiali di cavalleria, che già nell'anno 1800 gli procurò il grado di tenente generale e l'Ordine di Sant'Anna; inoltre allora entrò a far parte dell'Ordine di Malta.
Nel 1805 succedette al generale Pëtr Aleksandrovič Tolstoj, erroneamente accusato di incompetenza, come aiutante di campo del generale Bennigsen in Slesia contro i francesi, contribuendo in massima parte al trionfo russo a Pułtusk, per poi partecipare ad una serie di battaglie di carattere meno fortuito, come Eylau, Heilsberg e Friedland. Quando a Tilsit l'imperatore Alessandro I e Napoleone I strinsero un accordo di pace, il principe Golicyn si schierò apertamente contro l'iniziativa di un accordo franco-russo, formando a casa sua un circolo di militari e politici francesi filo-borbonici espatriati, come Jean-Baptiste de Traversay, Guillaume Emmanuel Guignard de Saint-Priest, figlio del conte François-Emmanuel Guignard de Saint-Priest e Langeron, ma anche ad alcuni militari russi contrari al trattato, come Aleksandr Stroganov.
Successe poi a Pavel Stroganov come aiutante di campo dello zar e influì fortemente allo scoppio dello ostilità contro i francesi a favore della Prussia, e dopo aver partecipato alla Guerra di Finlandia e ad un giro di università in Germania, quando i francesi invasero la Russia il principe partecipò nello stesso reparto di Nikolaj Nikolaevič Raevskij alla guerriglia contro i francesi, riportando numerose vittorie presso Vitebsk. Durante l'invasione aveva partecipato alla Battaglia di Borodino, e aveva influito su un alto funzionario di corte, Michail Andreevič Miloradovič, perché la flotta russa chiudesse ai francesi l'entrata al Mar Nero.
Nel 1820 successe ad Aleksandr Petrovič Tormasov come governatore militare di Mosca, carica che detenne per venticinque anni, escludendo la pausa militare di quando fu al seguito del generale conte Paskevič in Armenia combattendo contro i turchi. Nel 1841 aggiunse al suo titolo di principe quello di Altezza Serenissima a causa dei suoi numerosi meriti..

## Matrimonio
Sposò, il 6 febbraio 1800, Tat'jana Vasil'evna Vasil'čikova (1783-1841), figlia di Vladimir Alekseevič Vasil'čikov e di Ekaterina Illarionovna Ovtsyna. Ebbero cinque figli:
- Ekaterina (1802-1881), sposò il principe Nikolaj Vasil'evič Dolgorukov (1789-1872);
- Natalia (1804-1880), sposò il conte Nikolaj Aleksandrovič Protasov;
- Vladimir Dmitrievič (1815-1888);
- Boris Dmitrievič (1819-1878), sposò Ekaterina Vasil'evna Levašov, ebbero un figlio.

Adottarono:
- Ekaterina Rosenheim, sposò Boris Karlovič Danzas (1799-1868)
- Anna Borisovič Zelenskaja (15 novembre 1802-11 febbraio 1835), sposò Aleksandr Pavlovič Bakunin.
- Sofia Borisovič Zelenskaja (1809-1871), sposò un professore di storia e letteratura presso l'Università di Mosca, Stepan Petrovič Ševyrëv.